# مارمیت
مارمیت (انگلیسی: Marmite) یک پخشینه غذایی خوشمزه بر پایه عصاره مخمر است که توسط دانشمند آلمانی یوستوس فون لیبیش اختراع شده‌است. این فراورده که از محصولات جانبی آبجوسازی حاصل می‌شود توسط شرکت انگلیسی یونیلیور تولید می‌گردد. مارمیت منبع گیاهی ویتامین‌های گروه ب از جمله ویتامین مکمل ب ۱۲ می‌باشد. روش سنتی استفاده از آن کشیدن لایه بسیار نازکی از آن بر روی نان تست کره‌ایی است.
در سال ۲۰۰۰، روان‌شناس مشهور مالتی، ادوارد دوبونو به یک کمیته دفتر خارجه بریتانیا توصیه کرد که درگیری اعراب و اسرائیل ممکن است تا حدی به دلیل سطوح پایین روی باشد که در افرادی که تنها نان فطیر می‌خورند وجود دارد. (به عنوان مثال پیتا نان تخت). ادوارد دوبونو استدلال کرد که سطح پایین روی منجر به افزایش پرخاشگری می‌شود. او پیشنهاد کرد که برای جبران مارمیت (عصاره مخمر) به منطقه ارسال شود.